# Flugplatz Sak Long

i7
i11
i13
Der Flugplatz Sak Long (thailändisch สนามบินสักหลง, ICAO-Code: VTPL) war ein militärisch und Zivil genutzter Kleinflugplatz im Landkreis (Amphoe) Lom Sak der Provinz Phetchabun in der Nord-Region von Thailand.

## Allgemeines
Sak Long wurde von der Royal Thai Air Force (RTAF) betrieben. Der Flugplatz verfügte über eine asphaltierte Start- und Landebahn mit einer Länge von 1000 Metern.
Die Gebäude wurden zurückgebaut und die Piste zerstört. Flugbetrieb ist nicht mehr möglich. Südlich des ehemaligen Flugplatzes befindet sich der Flughafen Phetchabun.